# Коваленко, Михаил Вадимович
Михаи́л Вади́мович Ковале́нко (род. 25 января 1995, Санкт-Петербург) — российский футболист, защитник «Пюника».

## Биография
Воспитанник ДЮСШ «Коломяги» и «Академии Зенита». На профессиональном уровне дебютировал за другой городской клуб — «Динамо». Вместе с ним Коваленко пробился в ФНЛ. Также играл за дублирующий состав динамовцев, что выступал в ПФЛ в сезоне 2017/2018.
Летом 2018 года после расформирования петербургской команды присоединился к «Сочи». За клуб провёл одну игру. Оставшуюся часть сезона отыграл в «Тюмени», которая по итогам сезона вылетела из ФНЛ.
В сентябре 2019 года в качестве свободного агента перешёл в клуб армянской премьер-лиги «Ноа». Дебютировал 18 сентября в матче против «Ширака» (0:0). 19 июня 2021 года покинул клуб в связи с истечением срока действия контракта. 29 июня 2021 года вновь подписал контракт с армянским клубом.

## Достижения
- Серебряный призёр чемпионата Армении: 2019/20, 2020/21
- Обладатель Кубка Армении: 2019/20
- Обладатель Суперкубка Армении: 2020